# País d'Auch
El País d'Auch, (en occità: País d'Aush) és un parçan o comarca d'Occitània situat a la Gascunya. La seva vil·la principal és Auch.
Segons la proposta de divisió territorial d'Occitània del diari Jornalet, basada en l'obra de Frederic Zégierman Le Guide des pays de France, el País d'Auch estaria ubicat a la regió de la Gascunya, subregió de l'Armanyac.
Oficialment, les comunes del País d'Auch estan adscrites administrativament al departament francès de Gers, a la regió administrativa d'Occitània.